# Czepiele
Czepiele ([t͡ʂɛˈpjɛlɛ]) est un village polonais de la gmina de Kuźnica dans le powiat de Sokółka et dans la voïvodie de Podlachie. Il se situe à environ 7 kilomètres au sud de Kuźnica, à 13 kilomètres au nord-est de Sokółka et à 50 kilomètres au nord-est de Białystok.

## Source
- (en) Cet article est partiellement ou en totalité issu de l’article de Wikipédia en anglais intitulé « Czepiele » (voir la liste des auteurs).

1. ↑  (pl) « Gmina Kuźnica (podlaskie) » mapy, GUS, nieruchomości, noclegi, szkoły, regon, kody pocztowe, wypadki drogowe, bezrobocie, wynagrodzenie, zarobki, tabele, edukacja, demografia, przedszkola », sur Polska w liczbach (consulté le 10 août 2025)